# شعب لاراكيا

علم شعب لاراكيا

لاراكيا هو شعب أسترالي أصلي يقطن منطقة داروين في الإقليم الشمالي لأستراليا. كان مجتمع لاراكيا، الذين يطلقون على أنفسهم لقب «شعب المياه المالحة»، مجتمعًا تقليديًا نابضًا بالحياة تجمعه علاقة وثيقة مع البحر، ويمارس التجارة مع جماعات مجاورة مثل تيوي، ووجيجيني، وجيريمانغا. تتشارك تلك الجماعات بالمناسبات الاحتفالية والأغاني، كما تزاوجت فيما بينها.

## تاريخ

### بعد الاحتكاك
في عام 1880، قدر بول فولشي عدد شعب لاراكيا بنحو 500 نسمة: 100 رجل و120 امرأة و150 شابًا و130 طفلًا. يقال إنه قبل عشرين سنة، جاء وباء الجدري من الشرق وأهلك معه كثيرين من أفراد القبيلة لدرجة اضطرتهم لترك الجثث دون دفنها.
مع تمرير قانون السكان الأصليين في الإقليم الشمالي لعام 1910، عُين رئيس مكتب حماية السكان الأصليين في الإقليم الشمالي وصيًا على جميع أطفال السكان الأصليين والمولودين من أبوين مختلفي الأصل حتى بلوغهم سن الثامنة عشر عامًا. بناءًا على ذلك، أصبح للسلطات صلاحية إبقاء أو إبعاد أي شاب من محمية للسكان الأصليين بصرف النظر عن رغبات آبائهم أو أقاربهم.
في شهر يوليو من العام 1911، أمر هيربيرت باسيدو بعد وصوله لمنصبه في داروين، بإجراء دراسة استقصائية لأوضاع السكان الأصليين في المدينة وحولها. تبين أن شعب لاراكيا يشكلون غالبية السكان الأصليين في المخيمات الثمانية، شاغلين بالأخص مخيمين بالقرب من الشاطئ. كانت الأكواخ لديهم مرتبة والأفراد ويتمتعون بصحة جيدة نسبيًا. غير أن المفتشين أفادوا بأن عمليات الإزالة ستبقى على قدم وساق، لتخليص البلدة من «المناظر المؤذية للعين». استقال باسيدو من منصبه بعد شهر من الخدمة.

### حق ملكية السكان الأصليين
في أكتوبر من العام 1972، بدأ شعب لاراكيا بالتأكيد على حقهم في الأرض، وذلك عندما قام 1000 فرد منهم بتقديم وثيقة بطول ثلاثة أمتار يناقشون فيها مسألة استلاب أرضهم من قبل مستوطنين بريطانيين، مما تركهم لاجئين في وطنهم، مقدمين إياها للأميرة مارجريت مع تواقيعهم، بمناسبة زيارتها لداروين. بعد إقرار قانون حقوق السكان الأصليين في الأراضي (في الإقليم الشمالي) عام 1976، قدم شعب لاراكيا مطالبة رسمية بالأراضي في 22 مارس عام 1979، وهي الخطوة الأولى في ما وصف لاحقًا بأنه «أكثر المطالبات المتعلقة بملكية الأراضي تعقيدًا وصعوبة في تاريخ حقوق السكان الأصليين بالأرض».
سعت المطالبة تلك التي دعيت بمطالبة أراضي كينبي، إلى الحصول على الحق في الأرض بوصفهم مُلاك أصليين، بما فيها من الماء والجزر التي تشمل شبه جزيرة كوكس. حاربت حكومة الإقليم الشمالي هذا المطلب لواحد وعشرين عامًا، بتكلفة قدرها 20 مليون دولار. في ديسمبر من العام 2000، رفض تقرير القاضي غراي مطالبات ثلاث من المجموعات المطالبة بحقها، إذ وجد أن ستة أفراد فقط ينتمون إلى عائلة تومي ليونز التي تندرج في إطار الاختبار القانوني «للملّاك الأصليين». لذلك أوصى بإعادة 600 كم مربع من الأراضي إلى شعب لاراكيا. في منحة مقدمة إلى منظمة «صندوق ائتمان أراضي السكان الأصليين»، سيتمتع جميع أفراد شعب لاراكيا البالغ عددهم 1600 بالفوائد.
حصلت نكسة في نيسان من العام 2006، عندما رفضت محكمة اتحادية في أستراليا مطالبة شعب لاراكيا بالحصول على حق الملكية الأصلية على أساس «عدم إثبات وجود صلة مستمرة بمنطقة داروين». قال القاضي مانسفيلد في تعليله أنه لم يكن هناك ممارسة مستمرة للعادات التقليدية والقوانين. في وقت لاحق، أكدت المحكمة الاتحادية بكامل هيئتها قرار القاضي مانسفيلد عند الاستئناف.
في عام 2016، أعاد رئيس الوزراء مالكولم تورنبول تسليم الأرض إلى شعب لاراكيا.